# Хиллесхайм (Рейнхессен)
Хиллесхайм (нем. Hillesheim) — община в Германии, в земле Рейнланд-Пфальц.
Входит в состав района Майнц-Бинген. Подчиняется управлению Гунтерсблум. Население составляет 604 человека (на 31 декабря 2010 года). Занимает площадь 5,54 км².